# Viktor Barna
Viktor Barna (ur. 24 sierpnia 1911 w Budapeszcie, zm. 27 lutego 1972 w Limie) – węgierski, a od 1939 roku angielski tenisista stołowy, dwudziestodwukrotny mistrz świata.
41-krotnie zdobywał medale mistrzostw świata. Był pięciokrotnym mistrzem świata w grze pojedynczej, ośmiokrotnie w grze podwójnej, dwukrotnie w grze mieszanej i siedmiokrotnie drużynowo.
W latach 1929–1938 był 12-krotnym mistrzem Węgier (trzykrotnie w grze pojedynczej - 1930, 1932, 1938), a w latach 1931–1949 również 12-krotnym mistrzem Anglii (pięciokrotnie w grze pojedynczej - 1933, 1934, 1935, 1937, 1938).
Od 1939 roku reprezentował barwy Anglii. Zmarł w 1972 roku w Peru.